# Мехузла, Николай Аполлонович
Николай Аполлонович Мехузла (6 марта 1934, Сухум — 25 марта 2011, Тбилиси) — советский и грузинский учёный в области виноделия. Доктор технических наук (1984 год), профессор, член-корреспондент Аграрной академии наук Грузии, академик Международной академии винограда и вина, вице-президент Московской лиги виноделов имени Л. С. Голицына.

## Биография
Родился 6 марта 1934 года в городе Сухум. В 1958 году окончил Московский технологический институт пищевой промышленности. Работал на производстве. Член КПСС с 1962 года. В 1967—1983 годах — директор Московского филиала Всесоюзного научно-исследовательского института виноградарства и виноделия «Магарач», одновременно заведующий отделом технологии виноградных вин. В 1972—1980 годах — эксперт группы по борьбе с фальсификацией вина Международной организации виноградарства и виноделия. С 1983 по 1992 год — первый заместитель председателя Государственного комитета по винодельческой промышленности Грузинской ССР, заместитель министра пищевой промышленности Грузии, преподаватель Московского технологического института пищевой промышленности и Государственного университета сельского хозяйства Грузии.
Награждён орденом «Знак Почёта» и медалями.
Умер 25 марта 2011 года.

## Научная деятельность
Основное направление исследований — стабилизация вин против физико-химических помутнений. Разработал схемы обработки вин: двуводной тринатриевой солью нитрилотриметилфосфоновой кислоты, полимерами на основе N-винилпирролидона (нерастворимым сорбентом ППМ-18), желатином в комплексе с аэросилом; способы предупреждения окисления белых столовых вин с применением инертных газов при разливе, обработке прессовых фракций сусла и другое. Создал (в соавторстве) более 40 новых марок вин и напитков. Автор более 160 научных работ, 14 книг и брошюр, владелец 75 авторских свидетельств и патентов на изобретения.
Среди трудов:
- Виноградарство и виноделие США.- Москва, 1976 (в соавторстве);
- Разработка технологии приготовления портвейна с пониженным содержанием сахара (в соавторстве).- Виноделие и виноградарство СССР, 1983, № 6.